# Процион
Процион е най-яркият обект в съзвездието Малко куче и осмата най-ярка звезда в земното нощно небе с видима звездна величина от 0,34. По данни на спътника Хипаркос, тази двойна звезда е разположена на разстояние 11,46 светлинни години. Процион включва бяла звезда от главна последователност и спектрален клас F5 IV–V (Процион А) и бледо бяло джудже от спектрален клас DQZ (Процион Б). Двете се движат в орбита една около друга с орбитален период от 40,8 години и ексцентрицитет 0,4.

## Наблюдение
Процион обикновено е осмата най-ярка звезда в нощното небе, кулминирайки в полунощ на 14 януари. Тя образува един от трите върха на астеризма Зимен триъгълник заедно със Сириус и Бетелгейзе. От Земята се наблюдава най-добре през зимните нощни в северното полукълбо.

Има цветови индекс 0,42, със слаб жълт оттенък.

## Звездна система
Процион е двойна звезда, включваща ярък основен компонент, Процион А, имащ видима звезда величина 0,34, и бледия му придружител, Процион Б, с видима звезда величина 10,7. Двете звезди се въртят в орбита една около друга с период от 40,82 години по елиптична орбита с ексцентрицитет 0,407. Равнината на орбитата им е наклонена на 31,1° спрямо Земята. Средното разстояние между двете звезди е 15 астрономически единици, което е малко по-малко от разстоянието между Слънцето и Уран, макар ексцентричната им орбита да ги доближава до 8,9 астрономически единици и да ги отдалечава до 21 астрономически единици.

### Процион А
Главният компонент има спектрален клас F5IV–V, което ще рече, че звездата е в късен етап на типа F от главната последователност. Тя е по-скоро ярка за спектралния си клас, което подсказва, че тя еволюира в субгигант, който почти е изразходил водородното си ядро, превръщайки го в хелий, след което ще се разшири, докато ядрените реакции се преместват навън от ядрото. Докато продължава да расте, звездата накрая набъбне до 80 – 150 пъти текущия си диаметър и ще се оцвети в червено или оранжево. Това вероятно ще настъпи след 10 до 100 милиона години.
Ефективната температура на звездната атмосфера е около 6530 K, поради което Процион А изглежда бяла. Маса ѝ е 1,5 пъти по-голяма от слънчевата, радиусът ѝ е два пъти по-голям от слънчевия, а светимостта ѝ – 7 пъти по-висока от слънчевата. Както ядрото, така и обвивката на звездата са конвективни, като двата региони са отделени от широка зона на излъчване.

### Процион Б
Процион Б е бяло джудже, чието съществуване е загатвано от астрометричните данни, много преди да бъде реално наблюдавано. Наличието му е споменато от германския астроном Фридрих Вилхелм Бесел още през 1844 г. и, макар орбиталните му елементи да са изчислени от съгражданина му Артур Ауверс през 1862 г., Процион Б не е визуално потвърдена до 1896 г., когато Джон Мартин Шеберле я наблюдава на прогнозираната ѝ позиция, използвайки рефракторен телескоп в обсерваторията Лик. Тя е по-трудна за наблюдение от Земята отколкото Сириус Б (бялото джудже в двойната звезда Сириус), поради по-голямата разлика във видимата им звездна величина и малкото ъглово разделяне от главния компонент в системата.
С маса от едва 0,6 M☉, Процион Б е със значително по-малка маса от Сириус Б, но поради особеностите на дегенериралата материя, тя е по-голяма от него, имайки радиус от 8600 km срещу 5800 km на Сириус Б. Този радиус съответства на моделите на бяло джудже с въглеродно ядро. Звездата има спектрален клас DQZ, притежавайки атмосфера, в която преобладава хелия, но с примеси на по-тежки елементи. Поради все още неясни причини, масата на Процион Б е необичайно малка за бяло джудже от този тип. С повърхностна температура около 7740 K тя е и доста по-хладна от Сириус Б. Това подсказва, че тя е по-стара. Масата на първоначалната звезда Процион Б е била около 2,59 M☉. Тя се срива преди около 1,19 ± 0,11 милиарда години, след като е съществувала в продължение на около 680 ± 170 милиона години.

### Рентгеново излъчване
Опитите за засичане на рентгеново излъчване от Процион с меки рентгеночувствителни детектори преди 1975 г. се провалят. Задълбочени наблюдения на Процион се провеждат със спътниците Коперник и TD-1A към края на 1970-те години. Рентгенов източник, свързан с Процион е наблюдаван на 1 април 1979 г. от обсерваторията Айнщайн. Източникът е локализиран на ~4" южно от Процион А, което е достатъчно да бъде идентифициран с Процион А, а не с Процион Б, намиращ се на 5" северно от Процион А.